# Герб Ермаковского района
Герб Ермаковского района — опознавательно-правовой знак, наряду с флагом являющийся символом Ермаковского района Красноярского края как самостоятельного муниципального образования. Герб Ермаковского района утверждены районным Советом депутатов 31 августа 2007 г и внесён в Государственный геральдический регистр Российской Федерации, запись № 3759.

## Геральдическое описание и символика
Геральдическое описание герба Ермаковского района гласит: «В червлёном поле лежащий на зелёной оконечности вписанный золотой спящий старик головой вправо, над ним — серебряный снежный барс в прыжке».
Герб языком символов отражает исторические, природно-географические и экономические особенности территории. Спящий Саян — цепь скал в природном парке «Ергаки» — является символом Ермаковского района. По легенде, Спящий Саян охраняет Ергаки и проснётся, как только им будет угрожать опасность, чтобы встать на защиту своих гор. Золотые горы — богатство района сегодня и завтра.
Золотые горы на гербе Ермаковского района символизируют Спящий Саян.
Зелёная оконечность — богатство земли Ермаковского района лесами и природными ресурсами.
Серебряный пояс — реки Ус и Оя, а одновременно и главная артерия района — Усинский тракт федерального значения, без которого трудно было бы представить настоящее и будущее района.
Снежный барс символизирует уникальный животный мир района, где сохранились нетронутые человеком участки горной тайги, на которых находится государственный природный биосферный заповедник «Саяно-Шушенский», барс — символ чистоты природы и людских помыслов.
Жёлтый цвет (золото) в геральдике — символ величия, постоянства, интеллекта, великодушия, богатства.
Белый цвет (серебро) символизирует чистоту, благородство, мир, взаимопонимание.
Зелёный цвет символизирует природу, надежду, весну и здоровье, а также указывает, что основной отраслью производства в районе является сельское хозяйство.
Красный цвет символизирует храбрость, смелость и красоту.